# Ana María Arévalo Gosen
Ana María Arévalo Gosen (1. listopadu 1988 Caracas) je venezuelská fotoreportérka a vizuální umělkyně. Byla oceněna v roce 2020 cenou Lucase Dolegy a v roce 2021 cenou Camille Lepage a cenou Leica Oskara Barnacka.

## Životopis
Ana María Arévalo Gosen se narodila 1. listopadu 1988 v Caracasu ve Venezuele.
V roce 2009 se kvůli krizi ve Venezuele přestěhovala na pět let do Toulouse ve Francii, kde studovala politologii na Institutu d'études politiques de Toulouse. Byla nadšená fotografií a navštěvovala kurz na ETPA. Stala se stážistkou v Agence France-Presse v Paříži, kde získala znalosti v oblasti novinářské fotografii.
V roce 2014 se přestěhovala do Hamburku v Německu a začala pracovat jako vizuální umělkyně.
V letech 2016 až 2017 vypracovala svůj projekt Le sens de la vie (Smysl života), intimní příběh o boji svého manžela Philippa Quanteho s rakovinou varlat. Tento projekt nyní slouží ke zvýšení povědomí o této nemoci. Výstava série fotografií každoročně získává finanční prostředky na výzkum rakoviny u lidí.
V letech 2018 a 2019 uspořádala společně se svým manželem výstavu v Madridu a Bilbau současně pro Movember Foundation. V roce 2020 se spolu s módním návrhářem Ralphem Laurenem zapojili do kampaně Pink Pony za osvětu o rakovině a získali finanční prostředky na podporu Asociación Española Contra El Cáncer.
Feministka oddaná právům žen se v roce 2017 vrátila do Venezuely, kde dokončila cyklus Días eternos, což byla dlouhodobá práce o stavu žen ve vyšetřovací vazbě v tuzemských věznicích. Tato práce byla oceněna řadou cen, včetně Ceny Lucase Dolegy v roce 2020 a Ceny Camille Lepage a Leica Oskara Barnacka v roce 2021.
Její práce, odměněné řadou cen a stipendií, jsou publikovány mezinárodním tiskem, jako je National Geographic, The New York Times, Der Spiegel, 6 Mois Magazine, El País nebo The Washington Post.
Ana María Arévalo Gosen nyní (2022) žije v Bilbau a dlouhodobě pracuje ve Venezuele.

## Výstavy
Neúplný seznam
- 2018: Le sens de la vie (Smysl života), Fondation Movember, Madrid
- 2019: Le sens de la vie, Fondation Movember, Bilbao
- 2019: Días eternos, Manifesto Festival in Toulouse[3]
- 2020: Días eternos, The Helsinki Photo Festival (2020)
- 2020: Días eternos, Photoville à New-York

## Ceny a ocenění
- 2018: Women Photograph Grant Nikon za Días eternos[1]
- 2018: Pulitzer Center on Crisis Reporting Travel Grant za Días eternos[12]
- 2019: Joop Swart Masterclass[9]
- 2019: POY Latam Award for South American Documentary Photography[9]
- 2020: Lumix Photo Award[13]
- 2020: Prix Lucas Dolega za Días eternos[2]
- 2021: Prix Camille Lepage au festival Visa pour l’Image, za lui permettre de poursuivre son reportage sur les conditions de détention des femmes en Amérique latine[8]
- 2021: Cena Oskara Barnacka za sérii Días eternos[9]